# سیارک ۹۹۹۹
سیارک ۹۹۹۹ (به انگلیسی: 9999 Wiles، نامگذاری:4196T-2) نه هزار و نهصد و نود و نهمین سیارک کشف شده‌است که در ۲۹ سپتامبر ۱۹۷۳ کشف شد.
قدر مطلق سیارک برابر ۱۳٫۱۰ است.